# Ramanathaswami-Tempel

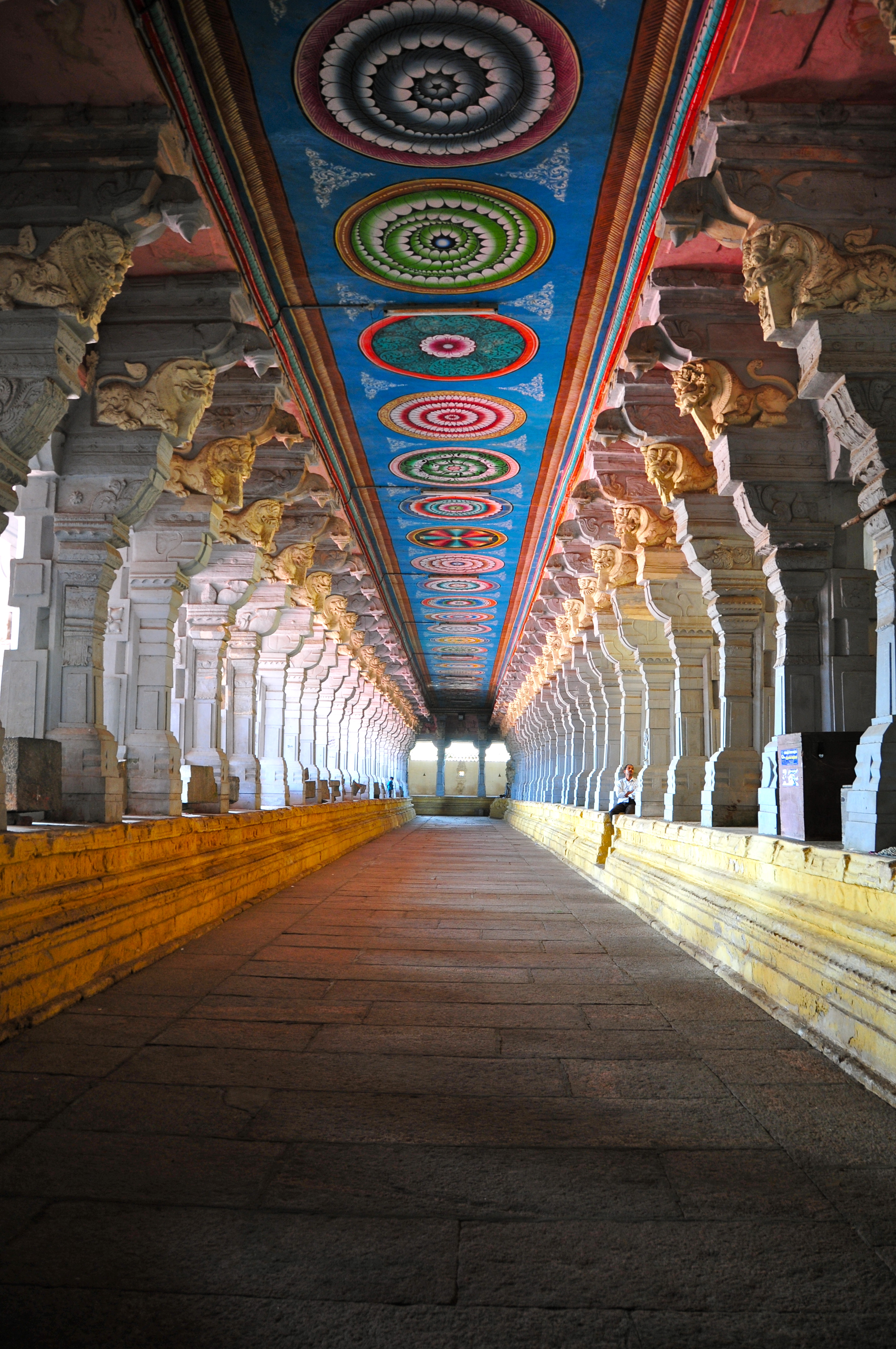
Korridor im Ramanathaswami-Tempel

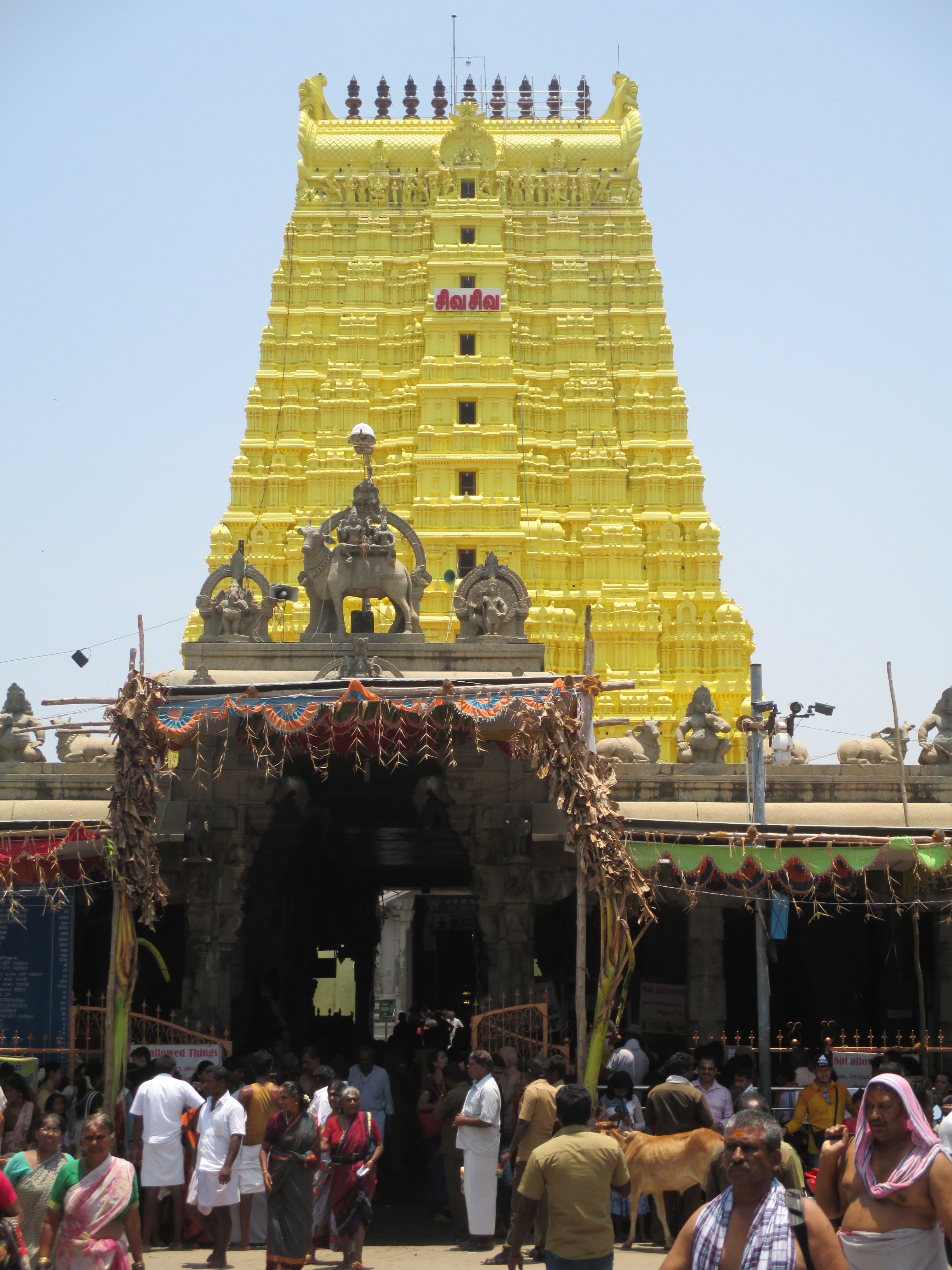
Ostgopuram des Ramanathaswami-Tempels

Der Ramanathaswami-Tempel ist der Haupttempel Rameswarams in Indien.
Der Tempel, dessen älteste Teile auf das 12. Jahrhundert zurückgehen, liegt im Zentrum des Ortes nahe dem Meeresufer. Er erstreckt sich über eine Fläche von sechs Hektar und besteht aus einem Komplex aus mehreren Schreinen, Tempelhallen und säulengestützten Korridoren. Der Osteingang wird von einem 38 Meter hohen Gopuram (Torturm) gekrönt, über dem Eingang im Westen erhebt sich ein niedrigerer Gopuram.
Der Tempel ist einer der zwölf Jyotirlinga-Schreine. Zudem gehört der Tempel zu den vier Tempelanlagen des Char Dham.